# Творча спілка «Майбутнє хореографії»
Тво́рча спі́лка «Майбу́тнє Хореогра́фії» — це неприбуткова громадська організація, заснована у 2000 році в місті Новомосковськ з метою пропаганди та розвитку танцювального мистецтва в Україні. Спілка впроваджує діяльність у галузі хореографічної освіти, створюючи та об’єднуючі у єдину структуру танцювальні навчальні заклади міста Новомосковська та Дніпропетровської області.  
До складу спілки входять хореографи, танцівники й танцювальні колективи. Члени організації є засновниками хореографічних навчальних закладів, авторами освітніх статей, відеороликів та телепрограм танцювальної тематики. Із 2000 року Творча спілка «Майбутнє хореографії» впроваджує низку фестивалей, концертів, змагань та майстер-класів для танцівників України.

## Історія
Творчу спілку «Майбутнє Хореографії» як юридичну особу було зареєстровано у листопаді 2000 року. Першим навчальним закладом, що увійшов до складу творчого об'єднання, став Bomond Dance Company, створений головою правління спілки, хореографом Дмитром Горошком у 1999 році. У 2000 хореограф заснував школу сучасного танцю «Майбутнє Хореографії», яка також приєдналася до однойменної спілки. 
У 2001 до «Майбутнього Хореографії» увійшла школа брейкінгу B-Advanced, заснована Дмитром Горошком та Миколою Романюком; у 2002 — група оздоровчого танцю «Дежавю», заснована Іриною Матвієнко, у 2006 — школа хіп-хопу Funked Head та школа бального танцю New-Moscow Ballroom (організована за сприянням Олександра Латушкіна, спочатку мала назву «Форум»). Згодом до спілки приєдналась група електроденсу New-Moscow Teck під керівництвом Максима Волошина (2009) і танцювальна студія «Бомонд» під керівництвом Ірини Матвієнко (2009).
Долучивши до участі у спілці представників різних танцювальних стилів, керівники «Майбутнього хореографії» розпочали розвиток суміжних творчих напрямків у Новомосковську. У 2008 на базі спілки була створена група MC, керівником якої стала Любов Нечта. У 2010 до складу об'єднання увійшла школа філіппінського бойового мистецтва Модерн-Арнісу під керівництвом Всеволода Проценка. У тому ж році була сформована школа джазового вокалу під керівництвом Людмили Клочко-Шемякіної.

### Bomond Dance School
16 вересня 2013 року творча спілка «Майбутнє хореографії» і танцювальна компанія Bomond Dance Company відкрили у Дніпропетровську школу ступеневої хореографічної освіти Bomond Dance School. У день відкриття відбувся майстер-клас із контемпорарі від фіналістки другого сезону «Танцюють всі» Олени Перепелиці та чемпіонат із кібертанців Dance Central 3.
Школа запровадила навчальні групи із класичного танцю, модерну, контемпорарі, бродвейского джазу та інших танцювальних стилів. 

## Основні напрямки діяльності
- популяризація танцювального мистецтва;
- хореографічна освіта;
- підтримка та працевлаштування талановитої молоді;
- організація танцювальних змагань, фестивалей та майстер-класів;
- створення танцювальних відеороликів та телепрограм;
- розповсюдження освітніх матеріалів та відеоконтенту танцювальної тематики у мережі Інтернет.

## Концерти і фестивалі
У 2000 році творча спілка «Майбутнє хореографії» провела у Новомосковську перший відкритий фестиваль сучасного танцю Just Dance. У наступні роки була розроблена та започаткована низка тематичних концертів та фестивалей.

### Звітні концерти «Майбутнього хореографії»
Із 2001 року традиційними стали звітні концерти танцювальних шкіл спілки, які проводились щорічно наприкінці червня. У 2010 ювілейний концерт, присвячений десятиріччю спілки, отримує назву «Квітка 7цвітка» . З 2011 звітні концерти проводяться під назвою «Літній Дивертисмент».

### «Свято Танцю»
«Свято Танцю» — фестиваль за участю танцювальних шкіл Новомосковська, що вперше був впроваджений у 2006.  Надалі захід став проводитись щорічно на початку зими. 5 грудня 2009 «Свято Танцю» набуло статусу всеукраїнського мультиформатного фестивалю та привернуло увагу танцівників із різних міст України. У програму заходу увійшли майстер-класи київських хореографів, танцювальні батли (New-Moscow Battle) та хореографічні перформанси. Взяти участь у New-Moscow Battle приїхали танцівники із Києва, Дніпропетровська, Запоріжжя та Кривого Рогу. Наступного року в межах заходів «Свята Танцю» спілка презентувала дебют телевізійного конкурсу «Найкращий Танцор Нашого Міста» і майстер-класи київських хореографів. Воркшопи видатних українських танцівників увійшли до програми фестивалю у 2011-2014 роках. У 2012 організатори «Свята Танцю» впровадили в Новомосковську інновацію — чемпіонат із кібертанців Dance Central 2.
У 2014 році «Свято Танцю» вперше було проведено у двох містах: Новомосковську та Дніпропетровську. Хедлайнером фестивалю став переможець четвертого сезону телепроекту «Танцюють всі», керівник Kozar Dance Theatre Василь Козар.

### Звіти студії «Бомонд»
У 2009 році студія сучасного танцю «Бомонд» започаткувала традицію весняних звітніх концертів, на яких презентувала хореографічні постановки, підготовлені учасниками та керівниками студії. Перший концерт пройшов на початку травня 2009 та отримав назву «Четверть Века Премьер», оскільки був присвячений святкуванню двадцятип'ятиріччя студії «Бомонд». У 2010 звітній концерт пройшов під назвою «PROсто Танці». З 2011 змінив назву на «Вечір Сучасної Хореографії».

### Ювілей студії «Бомонд»
12 квітня 2014 року у Новомосковську відбувся святковий концерт на честь 30-річчя студії сучасного танцю «Бомонд». Хореографи студії представили програму із 20 номерів.

### Відкриття Танцювального Сезону
У вересні 2009 року творча спілка «Майбутнє хореографії» провела перший концерт з приводу відкриття танцювального сезону. Безкоштовний захід мав на меті популяризацію танцювальної культури у Новомосковську та презентацію танцювальних стилів, що викладаються у школах спілки: джаз-модерну, контемпорарі, хіп-хопу, вальсу, ча-ча-ча, пасодоблю, танго, локінгу та інших. Концерти-презентації на початку танцювального сезону спілка продовжила впроваджувати щорічно.

## Майстер-класи

### Confessions
У листопаді 2007 року творча спілка «Майбутнє хореографії» почала організовувати майстер-класи із відомими хореографами для танцівників Новомосковська та інших міст України. 8 листопада відбулися майстер-класи Олександра Бобіка зі стилю LA та Євгена Місюри зі стилю крамп. Взимку 2008 в рамках Winter Hip-Hop Confessions майстер-класи зі стріт-денсу провели викладачі спілки: Дмитро Горошко (локінг), Юліана Пугіна (хіп-хоп), Анета Виставна (хаус), Олександра Матвієнко (крамп). На базі фестивалю «Самарська Осінь 2009» серія занять знайшла продовження 25 жовтня 2009 під назвою Samara Autumn Workshops. Були проведені майстер-класи від викладачів спілки, а також запрошених хореографів: Темяшева Зоя («Майбутнє хореографії», Новомосковськ) провела майстер-клас Jazz Basic, Дмитро Горошко (Bomond Dance Company, Новомосковськ) — Jazz Pro, Ольга Березюк (Blaze Dance Crew, Київ) — Harlem Shake Basic, Олександра Матвієнко (Funked Head, Новомосковськ) — хіп-хоп, Катерина Черкасова («Майбутнє хореографії», Новомосковськ) — класичний танок, Тараненко Вікторія (New-Moscow Ballroom, Новомосковськ)— бальний танок (латина), Виставна Анета — House Dance (Bomond Dance Company, Новомосковськ). 3 жовтня 2010 майстер-класи з House Dance в рамках House Confessions провів київський танцор, хореограф шоу-балету M-Line Олександр Мостовий (Sanchez). У цьому ж році із майстер-класом з локінгу Новомосковськ відвідав хореограф «Фабрики зірок 2» та телепроекту «Шанс» Олександр Ушаков (Santi 108, Київ).

### Воркшоп «Свято Танцю»
Із 2009 року майстер-класи відомих танцівників стали частиною щорічного фестивалю сучасної хореографії «Свято Танцю» у Новомосковську. 5 грудня 2009 Воркшоп «Свято Танцю» провели хореограф Blaze Dance Crew Володимир Образцов (Київ) — зі стилю хіп-хоп, Олександр Мостовий — зі стилю House Dance, B-Boy Bulka (East-Side B-Boys, Дніпропетровськ) — з брейкдансу. 3 і 4 грудня 2010 викладачами Воркшопу «Свято Танцю» стали педагог проекту «Танцюють всі! Другий сезон» Людмила Мова (Київ) та Андрій Батьоха (Київ). Майстер-класи відбулися по наступним дисциплінам: Аналіз Руху Лабана, Інновації в Electro Dance. 3 грудня 2011 презентерами майстер-класів «Свята Танцю» стали керівник танцтеатру «Black O!Range» Антон Овчінніков та суперфіналіст телевізійного проекту «Танцюють Всі 3» Микита Єрьомін . Воркшоп «Свято Танцю» 2012 відбувся 7 грудня за участю хореографа Юлії Семенової та переможців «Танцюють Всі. Битва сезонів» Євгена Кота та Маріям Туркменбаєвої. 

## Змагання
Для танцівників Новомосковська Творча спілка «Майбутнє хореографії» провела змагання із популярних танцювальних напрямів:
- Electro-Dance Battle 2009
- New-Moscow Battle 2009
- «Найкращий танцор нашого міста» 2011
- «Найкращий танцор нашого міста 2» 2012

### Dance Central 2
У 2012 році Творча спілка «Майбутнє хореографії» започаткувала проведення чемпіонату з кібертанців Dance Central 2. Dance Central 2 — танцювальна відеогра, розроблена Harmonix Music Systems для Xbox 360 Kinect. Чемпіонати Dance Central 2 впровадили у США, Сингапурі  та Росії. В Україні з ініціативи «Майбутнього хореографії» за рік було проведено 3 чемпіонати, в яких узяли участь танцівники Новомосковська.

## Продакшн-студія
На базі спілки була організована продакшн-студія з метою створення та розповсюдження танцювального відео у форматах DVD і Blu-Ray. Студія випустила релізи концертів і фестивалей «Майбутнього хореографії»: «Вечір Сучасної Хореографії 2011» (DVD), «Літній Дивертисмент 2011» (DVD), «Свято Танцю 2011» (DVD), «Вечір Сучасної Хореографії 2012» (DVD), «Літній Дивертисмент 2012» (Blu-Ray), «Свято Танцю 2012» (Blu-Ray).
У жовтні 2011 продакшн-студія вийшла на новий рівень розвитку і розпочала зйомки короткометражного танцювального відео. В мережі Інтернет були  презентовані постановки хореографа Дмитра Горошка: Autumn Leaves , Breakdance vs. Electro-dance і Too Close .

### Телепрограми
У 2011 році Творча спілка «Майбутнє хореографії» розпочинає співпрацю із ТРК «Самарь» у місті Новомосковську, в результаті якої в ефірі телеканалу з'являються нові танцювальні телепроекти: «Найкращий танцор нашого міста» (2011), «Найкращий танцор нашого міста 2» (2012), «Танцювальний Дайджест. Перший сезон» (2011-2012).

## Інтернет-спільнота
Творча спілка «Майбутнє хореографії» активно використовує мережу Інтернет для розповсюдження інформації танцювальної тематики та розвиває власну інтернет-спільноту. На офіційному сайті й у соціальних мережах члени спілки розміщують навчальні та інформаційно-розважальні матеріали: статті, відеоролики, телепрограми тощо. Офіційний сайт був використаний як джерело для голосування за конкурсантів телепрограми «Найкращий Танцор Нашого Міста», що надало можливість взяти участь у голосуванні мешканцям різних міст СНД. У 2012 за домовленістю із національним танцювальним порталом Udance, інтернет-телебачення Udance TV розпочало всеукраїнську трансляцію телепрограм «Найкращий Танцор Нашого Міста 2» й «Танцювальний Дайджест».

## Структура

### Головні структури
- Правління спілки — голова, замісник та секретар.
- Члени спілки — індивідуальні та колективні.
- Вищій орган — Загальні Збори.

### Допоміжні структури
- Продакшн-студія — відео-, фото- та аудіосупровід заходів спілки.
- Агенція — працевлаштування випускників.